# She's fresh
『She's fresh』（シーズ　フレッシュ）は、PEARLのアルバム。

## 概要
ベースとドラムスの脱退後、田村直美のソロプロジェクトになったPEARLの4枚目のアルバムである。
ボーカルSHŌ-TAの地元 名古屋のライブハウス、Electric Lady Land(E.L.L.)の店主 平野茂平「シゲさん」のサポートを受け、レコーディングにはChar（アレンジ、ギター）をはじめ、鳴瀬喜博（ベース）、そうる透（ドラムス）、さらに前年に脱退したギタリストの大橋勇も参加して制作された。

## 収録曲
- 作詞：SHŌ-TA
- 作曲：SHŌ-TA

1. Hot Girl
2. 五月の風の中で
3. Good Luck
4. She's Fresh
5. I'm You
6. プレシャス・ラブ
7. All Power To The People
8. 蒼い影
9. Midnight Hour
10. 時は通りすぎてゆくだけさ いつも